# العلاقات البحرينية البيلاروسية
العلاقات البحرينية البيلاروسية هي العلاقات الثنائية التي تجمع بين البحرين وروسيا البيضاء.

## مقارنة بين البلدين
هذه مقارنة عامة ومرجعية للدولتين:
| وجه المقارنة                                              | البحرين       | روسيا البيضاء                    |
| --------------------------------------------------------- | ------------- | -------------------------------- |
| المساحة (كم2)                                             | 765           | 207.60 ألف                       |
| عدد السكان (نسمة)                                         | 1.49 مليون    | 9.50 مليون                       |
| الكثافة السكانية (ن./كم²)                                 | 194.77 ألف    | 45.76                            |
| العاصمة                                                   | المنامة       | مينسك                            |
| اللغة الرسمية                                             | اللغة العربية | اللغة البيلاروسية، اللغة الروسية |
| العملة                                                    | دينار بحريني  | روبل بلاروسي                     |
| الناتج المحلي الإجمالي (بليون دولار)                      | 35.31 مليار   | 54.44 مليار                      |
| الناتج المحلي الإجمالي (تعادل القوة الشرائية) بليون دولار | 64.16 مليار   | 168.35 مليار                     |
| الناتج المحلي الإجمالي الاسمي للفرد دولار أمريكي          | 22.60 ألف     | 5.74 ألف                         |
| الناتج المحلي الإجمالي للفرد دولار أمريكي                 | 45.50 ألف     | 18.18 ألف                        |
| مؤشر التنمية البشرية                                      | 0.824         | 0.798                            |
| رمز المكالمات الدولي                                      | +973          | +375                             |
| رمز الإنترنت                                              | .bh           | .by، .бел                        |
| المنطقة الزمنية                                           | ت ع م+03:00   | ت ع م+03:00                      |

## منظمات دولية مشتركة
يشترك البلدان في عضوية مجموعة من المنظمات الدولية، منها:
| علم المنظمة | اسم المنظمة                               | تاريخ انضمام البحرين | تاريخ انضمام روسيا البيضاء |
| ----------- | ----------------------------------------- | -------------------- | -------------------------- |
|             | مؤسسة التمويل الدولية                     | 22 سبتمبر 1995       | 2 نوفمبر 1992              |
|             | منظمة حظر الأسلحة الكيميائية              | ?                    | ?                          |
|             | الأمم المتحدة                             | 21 سبتمبر 1971       | 24 أكتوبر 1945             |
|             | الاتحاد الدولي للاتصالات                  | 1975                 | 7 مايو 1947                |
|             | منظمة الشرطة الجنائية الدولية             | ?                    | ?                          |
|             | البنك الدولي للإنشاء والتعمير             | 15 سبتمبر 1972       | 10 يوليو 1992              |
|             | الاتحاد البريدي العالمي                   | ?                    | ?                          |
|             | المركز الدولي لتسوية المنازعات الاستشارية | 15 مارس 1996         | 9 أغسطس 1992               |
|             | وكالة ضمان الاستثمار متعدد الأطراف        | 12 أبريل 1988        | 3 ديسمبر 1992              |
|             | يونسكو                                    | 18 يناير 1972        | 12 مايو 1954               |

## وصلات خارجية
- موقع وزارة الخارجية البحرينية
- موقع وزارة الخارجية البيلاروسية